# Зеле
Зеле — муніципалітет у бельгійській провінції Східна Фландрія. Станом на 1 січня 2011 року Зеле мав населення 20 763 чоловік. Загальна площа — 33.06 км².

## Відомі жителі
- П'єр де Деккер — колишній Прем'єр-міністр Бельгії (1855—1857)
- Каролін Мас — тенісистка
- Крістоф Імпенс — легкоатлет, рекордсмен на дистанції 1500 м, півфіналіст Олімпіади в Атланті.
- Філіп де Вільде — футболіст.